# 1310 w literaturze
Wydarzenia literackie w 1310 roku.

## Wydarzenia
- odbyło się pierwsze przedstawienie pasyjne przed katedrą Najświętszej Marii Panny w Rouen[1]

## Zmarli
- 1 czerwca – Małgorzata Porete, francuska pisarka (ur. ok. 1260)